# Nick Drake
Nicholas Rodney Drake (* 19. Juni 1948 in Rangun, Birma; † 25. November 1974 in Tanworth-in-Arden nahe Coventry) war ein britischer Gitarrist, Sänger und Songwriter. Er veröffentlichte zeitlebens nur drei Alben (Five Leaves Left, Bryter Layter und Pink Moon), die von der Öffentlichkeit weitgehend ignoriert wurden. Erst Jahrzehnte nach seinem Tod (vor allem ab Ende der 1990er Jahre) erlangte seine Musik größere Bekanntheit und Beliebtheit.

## Leben und Werk
Nick Drake begann als Privatschüler am Marlborough College in Marlborough (Wiltshire), Songs zu schreiben und auf der akustischen Gitarre zu spielen. Wenig später unterschrieb er einen ihm angebotenen Plattenvertrag. Bevor er mit 26 Jahren starb, nahm er drei heute als legendär bezeichnete Alben auf.
1969 erschien das Debüt Five Leaves Left. Das Album enthält zehn sparsam instrumentierte, melancholische Songs. Obwohl von Kritikern gelobt, blieb es kommerziell erfolglos. Der Titel des Albums zitiert das Markierungsblättchen in Zigarettenpapierschachteln, wurde jedoch auch als düstere Prophezeiung (Drake starb fünf Jahre nach Veröffentlichung) verstanden. 1970 nahm Drake Bryter Layter auf. Produzent Joe Boyd versah das Album mit einem Orchesterintro und Drakes Songs mit entsprechenden Arrangements – ohne allerdings den Erfolg steigern zu können. Boyd nannte Bryter Layter das einzige perfekte Album seiner (Boyds) Laufbahn.

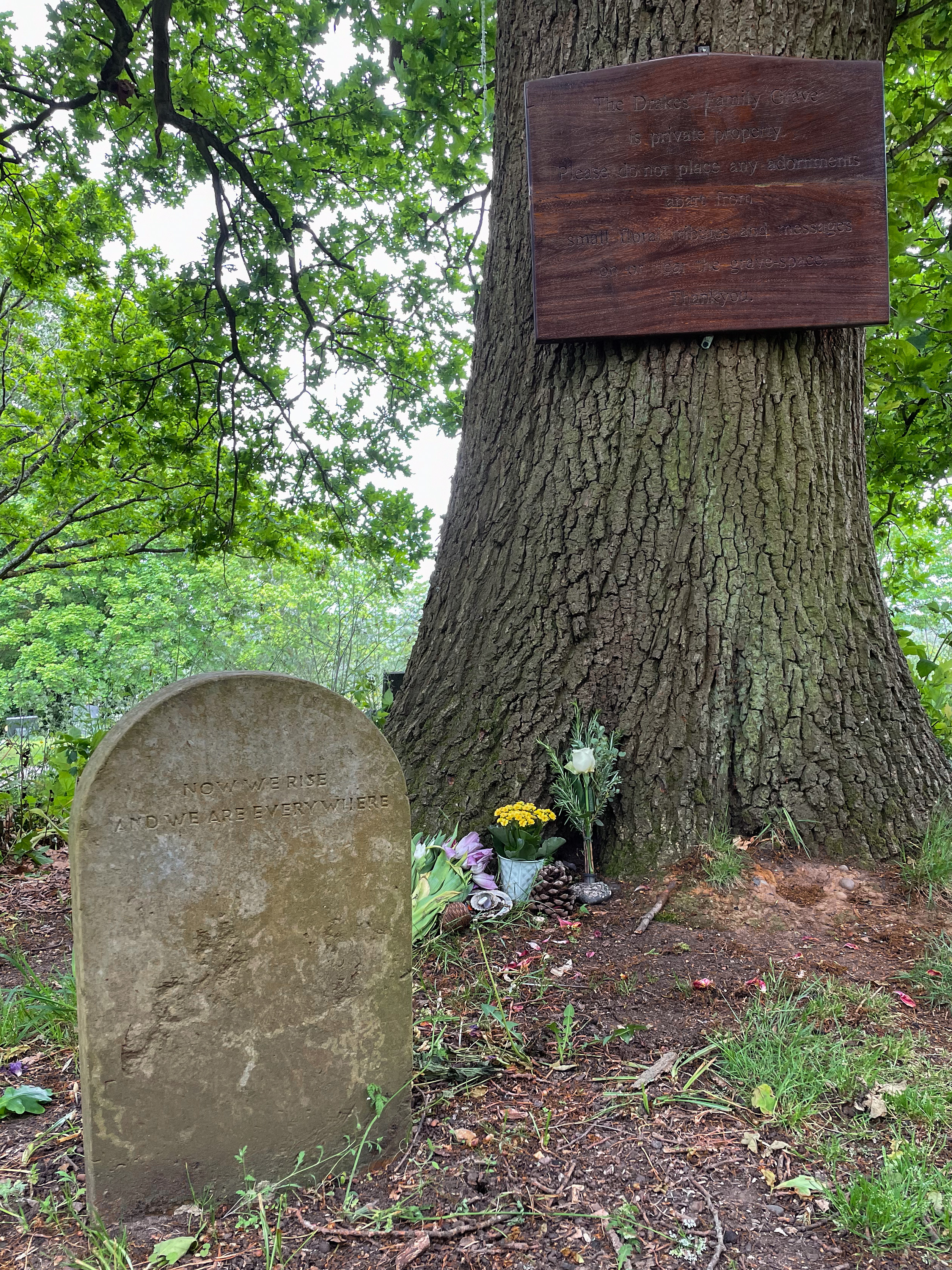
Drakes Grabstätte in Tanworth-in-Arden

Drake wurde zunehmend depressiv. Er brach sein Studium in Cambridge ab, bevor er 1972 in nur zwei Nächten das Album Pink Moon einspielte. Auf dem auf eigenen Wunsch nicht arrangierten, schnörkellosen Album sind nur sein Gesang, seine Gitarre und ein paar selbst eingespielte Klaviertöne zu hören.
Seine Depression nahm nach der Veröffentlichung von Pink Moon weiter zu. Auch ein Krankenhausaufenthalt konnte Drake nicht entscheidend helfen. Im Februar 1974 nahm Drake vier letzte Songs auf, die erst posthum auf Time of No Reply veröffentlicht wurden.
Am 25. November 1974 wurde Nick Drake tot in seinem Bett aufgefunden. Er starb an einer Überdosis Antidepressiva im Alter von 26 Jahren. Sein Tod hat Anlass zu verschiedenen Spekulationen gegeben, die von falscher Verschreibungsdosis durch den Arzt oder Unfall bis hin zu Suizid reichen.
Nick war der jüngere Bruder von Gabrielle Drake, der britischen Schauspielerin, die durch die britische Science-Fiction-Fernsehserie UFO größeren Bekanntheitsgrad erlangte.

## Rezeption

Nick-Drake-Gemälde (2007)

Obwohl Nick Drake zeitlebens allenfalls als Insider-Tipp der Folk-Szene galt und einem breiteren Publikum unbekannt blieb, bezeichnen ihn so unterschiedliche Musiker und Bands wie Elton John (der bei Probeaufnahmen Drakes als junger Studiomusiker anwesend war), R.E.M. und Norah Jones als einflussreich und bedeutend für ihr eigenes Schaffen. Er inspirierte Gitarristen wie Jimmy Page, John Martyn oder Rich Robinson durch die Verwendung einer Vielzahl ungewöhnlicher Skordaturen, die dem Instrument neue Klangräume erschlossen (die bei Drakes frühen Auftritten allerdings zum Problem wurden: Er musste ständig seine Gitarre umstimmen, wodurch er sich dem Unwillen des Publikums aussetzte).
Als Chris Blackwell im Jahr 1989 Island Records an PolyGram verkaufte, war eine der Bedingungen des Vertrages, dass Nick Drakes Alben weiterhin ohne Unterbrechung erhältlich bleiben müssten. Zwanzig Jahre nach seinem Tod entdeckte die Filmindustrie Nick Drake. Den Anfang machte Noah Baumbachs Kicking and Screaming aus dem Jahr 1995, der Time of no reply, einen Song aus dem Nachlass Drakes, nutzte. Drake-Songs finden seither häufig Verwendung in Filmproduktionen.
Erst als der Volkswagen-Konzern den Titel Pink Moon im Jahr 1999 zur Untermalung eines Werbespots einsetzte, begann ein größeres Publikum, sich für seine Musik zu interessieren: In den USA stiegen Drakes gesamte Albumverkäufe von nur 6 000 im Jahr 1999, auf 74 000 im Jahr 2000. US-Schauspieler Brad Pitt tat ein Übriges, als er 2002 eine Gedenksendung zu Ehren Drakes im BBC-Hörfunk moderierte. Im selben Jahr erschien A Skin Too Few, eine Dokumentation zu Drakes Leben. 2004 – dreißig Jahre nach seinem Tod – kam es sogar zu zwei kleinen Hits in den britischen Single-Charts.
Alle drei Studioalben von Nick Drake standen auf der 2003 von der Musikzeitschrift Rolling Stone veröffentlichten Liste der 500 besten Alben aller Zeiten; die 2012er Ausgabe dieser Liste nennt nur noch Pink Moon auf Platz 321. Die drei Studioalben werden außerdem in dem Buch 1001 Albums You Must Hear Before You Die geführt.
2004 veröffentlichte das Label Island Records das Album Made to Love Magic. Es wurde von seiner Schwester Gabrielle, vom Tontechniker John Wood und von Robert Kirby zusammengestellt. Zu hören sind bisher unveröffentlichte Aufnahmen aus Drakes Studienzeit in Cambridge, Outtakes zu dem Album Five Leaves Left, Kirbys Streicherarrangements für Magic und Time of No Reply, eine alte Version von Three Hours mit Rebop Kwaku Baah (Traffic, Can) für die Percussion sowie Remixes der depressiven letzten Songs aus dem Juli 1974, wie etwa Tow the Line. Ebenfalls 2004 erschien ein Album mit Coverversionen unter dem Titel Poor Boy: Songs of Nick Drake, unter anderem mit Beiträgen von Kate Hammett-Vaughan und Robin Holcomb. Am 19. Juni 2007 brachte Tsunami LG/Fontana Family Tree mit bis dahin unveröffentlichten Aufnahmen heraus, darunter Coverversionen von Bob Dylan, Blind Boy Fuller und Jackson C. Frank.
Zudem wird Nick Drake in den Büchern von Nick Hornby erwähnt, unter anderem in dem Roman A Long Way Down, in dem es um die Geschichte von vier potentiellen Freitodkandidaten geht. Dort sagt eine der Protagonistinnen über Nick Drake: „Aber mir geht es so wie ihm hier, und so was würden sie im Radio nie spielen, denn Menschen, die so traurig sind, passen nicht ins Programm.“
Der Jazzpianist Brad Mehldau nahm viele Stücke Drakes, z. B. River Man, Day is Done und Things Behind the Sun, in sein Repertoire auf und spielt diese im Trio oder Solo als Instrumentalversion, wodurch sie in einem sehr unterschiedlichen Hörerkreis an Bekanntheit gewannen. Nick Smart legte ein Tributalbum vor. Die A-cappella-Gruppe Swingle Singers arrangierte 2009 den Song River Man für das Album Ferris Wheels.
Das Ensemble Phoenix, eine Münchner Gruppe von Spezialisten für Alte Musik, veröffentlichte im Jahr 2012 „Requiem for a Pink Moon – An Elizabethan Tribute to Nick Drake“. Die Stücke von Drakes „Pink Moon“ wurden dafür bearbeitet und auf historischen Instrumenten (bzw. Nachbauten) der Renaissance und des Barock eingespielt. Das Album erhielt 2013 einen ECHO Klassik in der Kategorie „Klassik ohne Grenzen“.

## Diskografie

### Alben
| Jahr | Titel                          | Höchstplatzierung, Gesamtwochen, AuszeichnungChartplatzierungen (Jahr, Titel, Platzierungen, Wochen, Auszeichnungen, Anmerkungen) | Höchstplatzierung, Gesamtwochen, AuszeichnungChartplatzierungen (Jahr, Titel, Platzierungen, Wochen, Auszeichnungen, Anmerkungen) | Anmerkungen                                                                                                   |
| Jahr | Titel                          | DE | UK | Anmerkungen                                                                                                   |
| ---- | ------------------------------ | --- | --- | --- |
| 1969 | Five Leaves Left               | — | UK— GoldUK | Erstveröffentlichung: Juli 1969 Erstes Studioalbum                                                            |
| 1970 | Bryter Layter                  | — | UK— GoldUK | Erstveröffentlichung: November 1970 Zweites Studioalbum                                                       |
| 1971 | Nick Drake                     | — | — | Erstveröffentlichung: August 1971 Kompilation                                                                 |
| 1972 | Pink Moon                      | — | UK— GoldUK | Erstveröffentlichung: 25. Februar 1972 Drittes und letztes Studioalbum                                        |
| 1979 | Fruit Tree                     | — | — | Erstveröffentlichung: 1979 Kompilation; Erste posthume Veröffentlichung, erweiterte Neuauflagen 1986 und 2007 |
| 1985 | Heaven in a Wild Flower        | — | — | Erstveröffentlichung: 1985 Kompilation                                                                        |
| 1986 | Time of No Reply               | — | — | Erstveröffentlichung: 1986 Kompilation                                                                        |
| 1994 | Way to Blue – Intro To         | — | UK— GoldUK | Erstveröffentlichung: 1. Juli 1994 Kompilation                                                                |
| 2004 | A Treasury                     | — | UK— GoldUK | Erstveröffentlichung: 1994 Kompilation                                                                        |
| 2004 | Made to Love Magic             | — | UK27 Silber · (3 Wo.)UK | Erstveröffentlichung: 2004 Kompilation                                                                        |
| 2005 | Time Has Told Me               | — | — | Erstveröffentlichung: 2005 Kompilation                                                                        |
| 2007 | Family Tree                    | — | — | Erstveröffentlichung: 2007 Kompilation                                                                        |
| 2007 | Under Review                   | — | — | Erstveröffentlichung: 2007 Kompilation                                                                        |
| 2013 | Tuck Box                       | — | — | Erstveröffentlichung: 2013 Kompilation                                                                        |
| 2014 | A Day Gone By                  | — | — | Erstveröffentlichung: 2014 Kompilation                                                                        |
| 2025 | The Making of Five Leaves Left | DE28 (1 Wo.)DE | UK85 (1 Wo.)UK | Erstveröffentlichung: 25. Juli 2025 Kompilation                                                               |

### Singles
| Jahr | Titel Album                  | Höchstplatzierung, Gesamtwochen, AuszeichnungChartsChartplatzierungen (Jahr, Titel, Album, Platzierungen, Wochen, Auszeichnungen, Anmerkungen) | Anmerkungen                |
| Jahr | Titel Album                  | UK | Anmerkungen                |
| ---- | ---------------------------- | --- | -------------------------- |
| 2004 | Magic Made to Love Magic     | UK32 (2 Wo.)UK | Erstveröffentlichung: 2004 |
| 2004 | River Man Made to Love Magic | UK48 (2 Wo.)UK | Erstveröffentlichung: 2004 |

Weitere Singles
- 1972: Pink Moon (UK: Silber)